# Chimaerochloa
Chimaerochloa là một chi thực vật New Guinea thuộc họ cỏ (Poaceae).
Tên chi Chimaerochloa được đặt theo tên Chimera như Linder đã ghi chú; "loại cỏ này có diện mạo giống như các chi khác, phụ thuộc vào tập hợp đặc điểm nào được nghiên cứu. Do đó, nó có thể được coi như một loại cỏ có khả năng thay đổi diện mạo, một chimaera".
Chi này được xác định bởi Hans Peter Linder trong Ann. Missouri Bot. Gard. Vol.97 (Số 3) trang 346 vào năm 2010.

## Loài
Loài duy nhất được biết đến là Chimaerochloa archboldii.